# Grenzkontrollstempel
Ein Grenzkontrollstempel (seltener: Passstempel) ist üblicherweise ein Stempelabdruck aus Tinte, der auf einer Seite eines Reisepasses angebracht wird, um die Ein- oder Ausreise des Inhabers des Reisedokuments aus dem Hoheitsgebiet eines Staates nachzuweisen. Normalerweise gibt der Stempel das Datum und den Ort an, an dem er angebracht wurde, beispielsweise einen Flughafen, einen Hafen, einen Straßengrenzübergang oder einen Grenzbahnhof (englisch: Port of Entry).
In der Vergangenheit wurden zumeist nur einfache Stempelabdrücke, die Einreisedatum und -ort belegen, verwendet. Japan und Indonesien haben ihre Einreisegrenzkontrollstempel bei Personen, die zur Einreise nicht vorab im Ausland ein Visum einholen mussten, durch förmliche Aufenthaltserlaubnisse in Aufkleberform bei der Einreise ersetzt. Dies sind mit einem QR-Code bedruckt, dessen Ziel es ist, die Sicherheitsmaßnahmen zu erhöhen und weitere Informationen hinzuzufügen. Ein Einreisegrenzkontrollstempel entfällt in diesen Fällen. In diesen Fällen wird aber die Ausreise durch einen Ausreisegrenzkontrollstempel dokumentiert.
In Katar wird dem Einreisegrenzkontrollstempel ein Aufkleber mit einem Barcode hinzugefügt, dem die Höchstaufenthaltsdauer zu entnehmen ist. 
Im Schengen-Raum wurde der Grenzkontrollstempel an den Binnengrenzen abgeschafft; nur die Ein- und Ausreise über die Außengrenzen dieses Raums (Verordnung (EU) 2016/399) wird in den Nationalpässen von Drittstaatsangehörigen bislang noch systematisch dokumentiert. Ab voraussichtlich 10. November 2024 wird im Schengen-Raum das EES-System eingeführt und das systematische Abstempeln der Pässe beendet. Die Ein- und Ausreise wird dann im EES-System dokumentiert. 
Manche Länder stempeln nur den Einreisevorgang in ihr Hoheitsgebiet, nicht hingegen die Ausreise. Beispielsweise das Vereinigte Königreich und die Vereinigten Staaten.

## Galerie

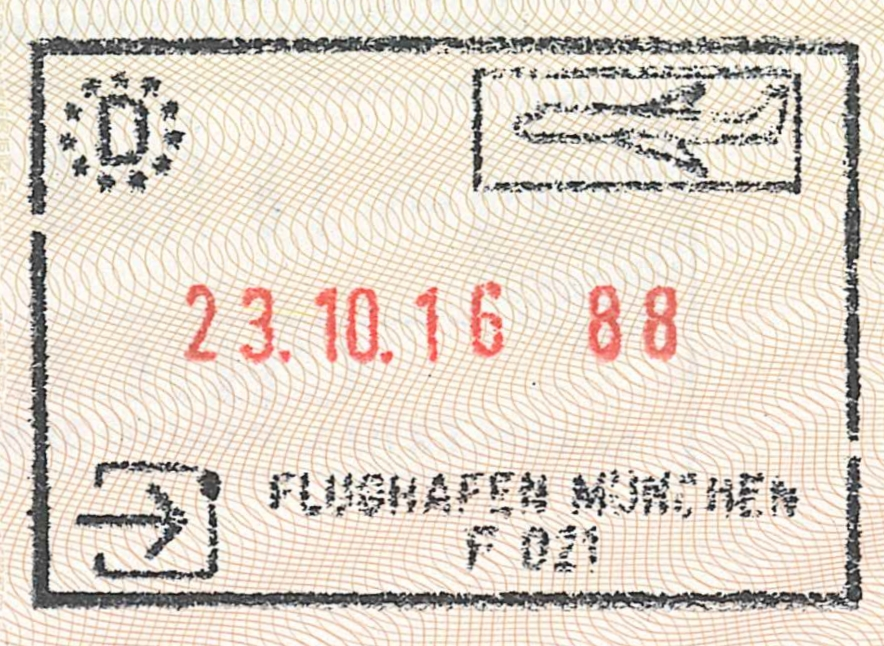
Einreisegrenzkontrollstempel nach Deutschland vom Flughafen München
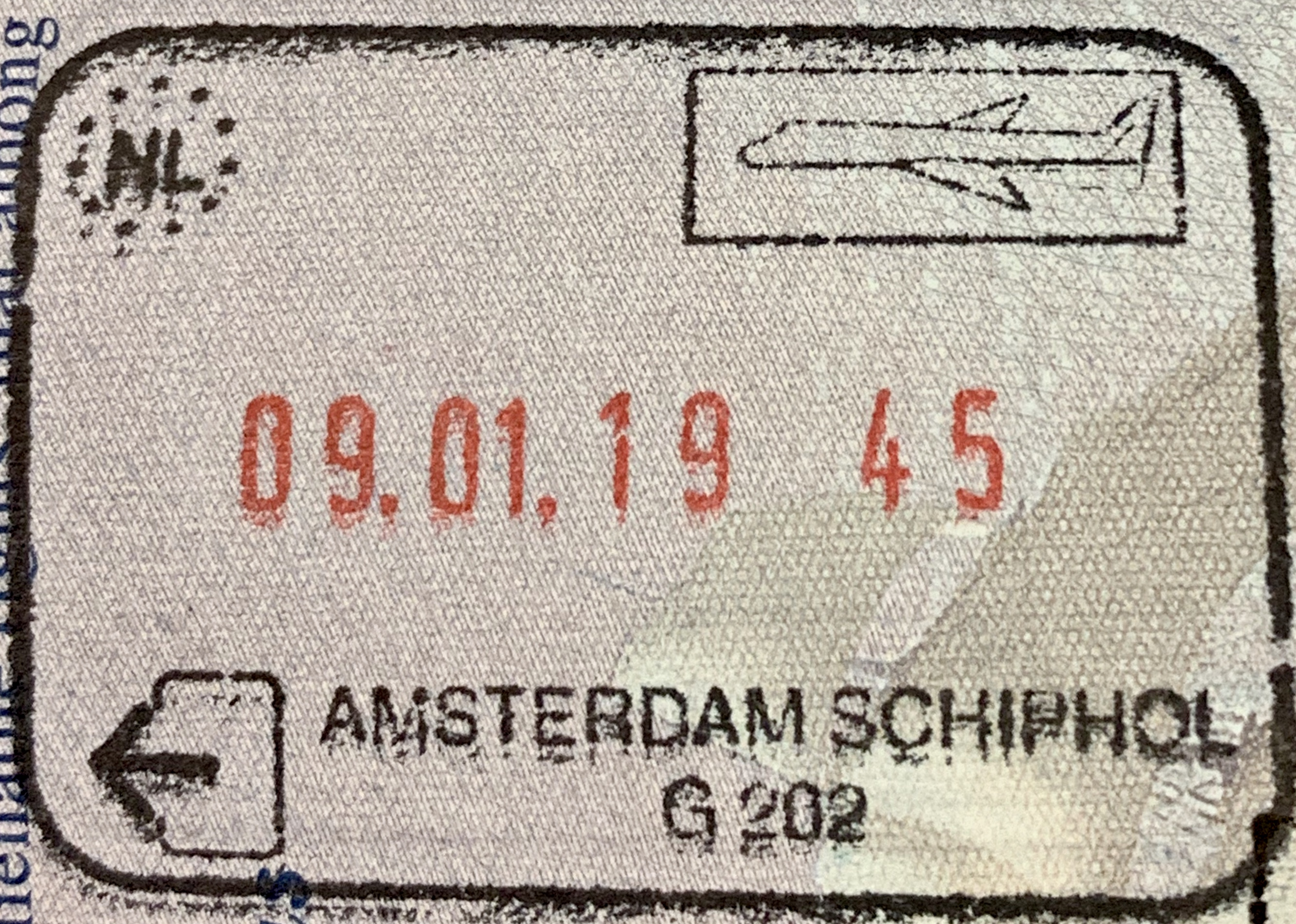
Ausreisegrenzkontrollstempel aus den Niederlanden Flughafen Amsterdam Schiphol
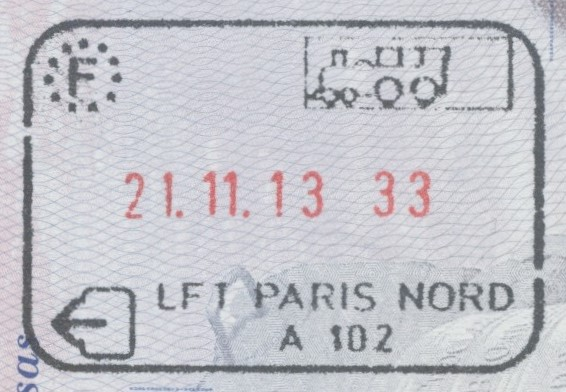
Ausreisekontrollstempel aus Frankreich vom Bahnhof Paris-Nord (Eurostar), erteilt durch die Police aux frontières. Die Art des Verkehrsmittels (Zug) ist oben rechts angegeben.
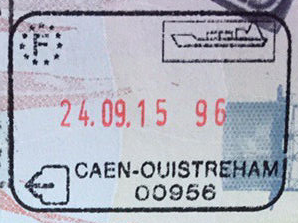
Ausreisekontrollstempel aus Frankreich vom Caen Ouistreham Fährhafen. Die Ausreise erfolgte mit der Fähre (siehe rechts oben).
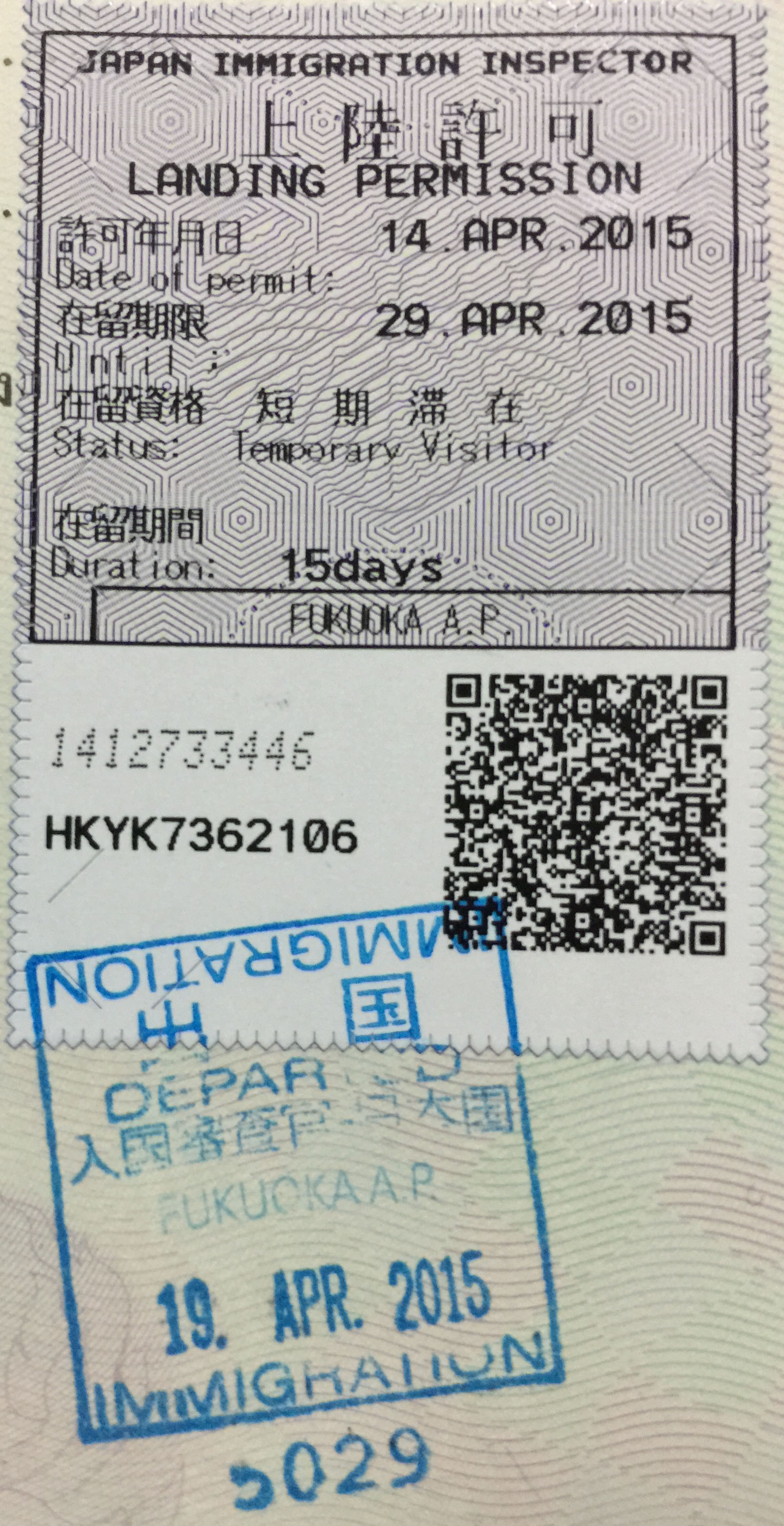
Landeerlaubnis für Japan auf einem Aufkleber mit QR-Code und darunter aufgebrachten Ausreisegrenzkontrollstempel
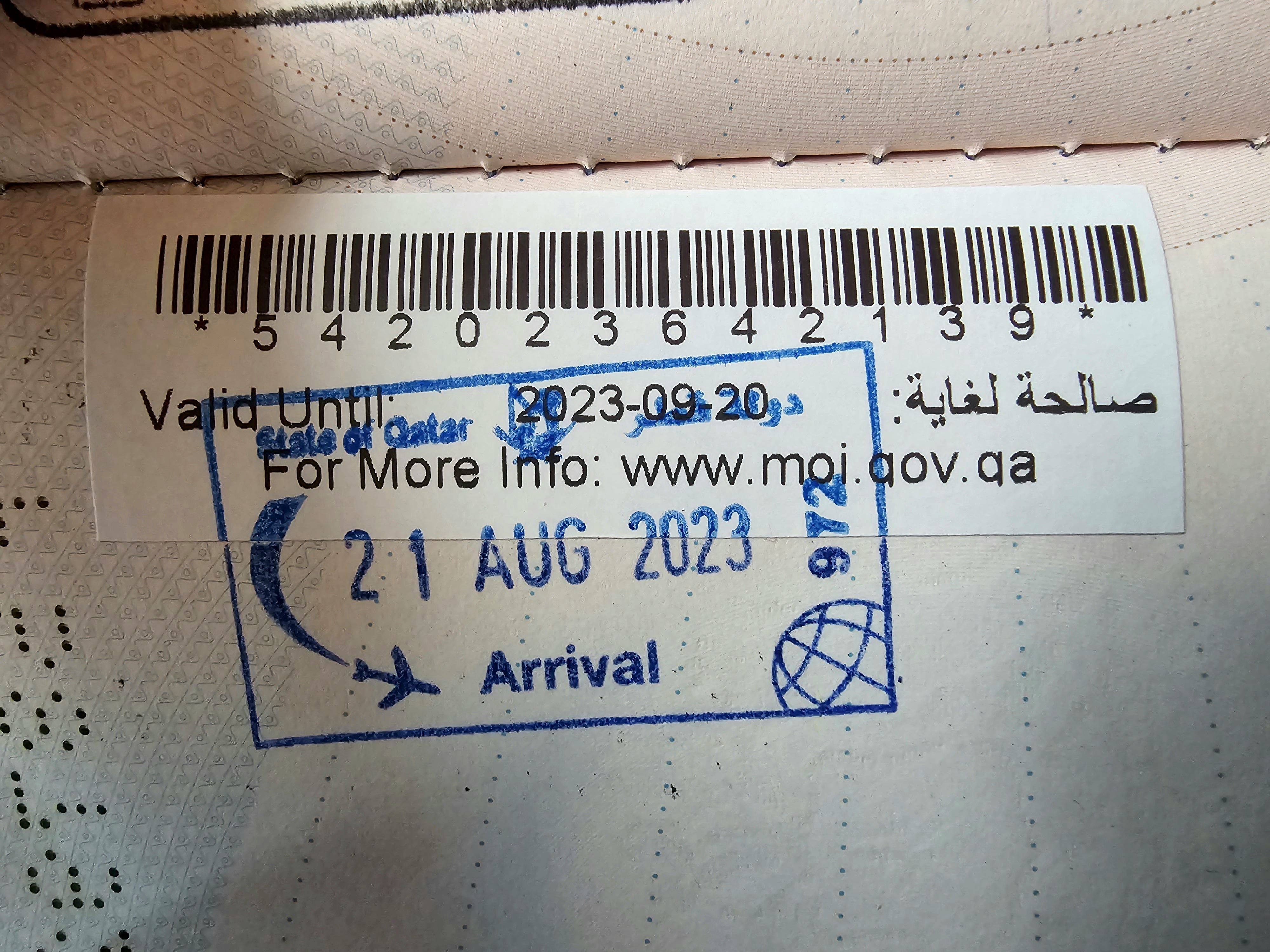
Einreisegenzkontrollstempel für Katar mit zusätzlichem Barcode-Aufkleber
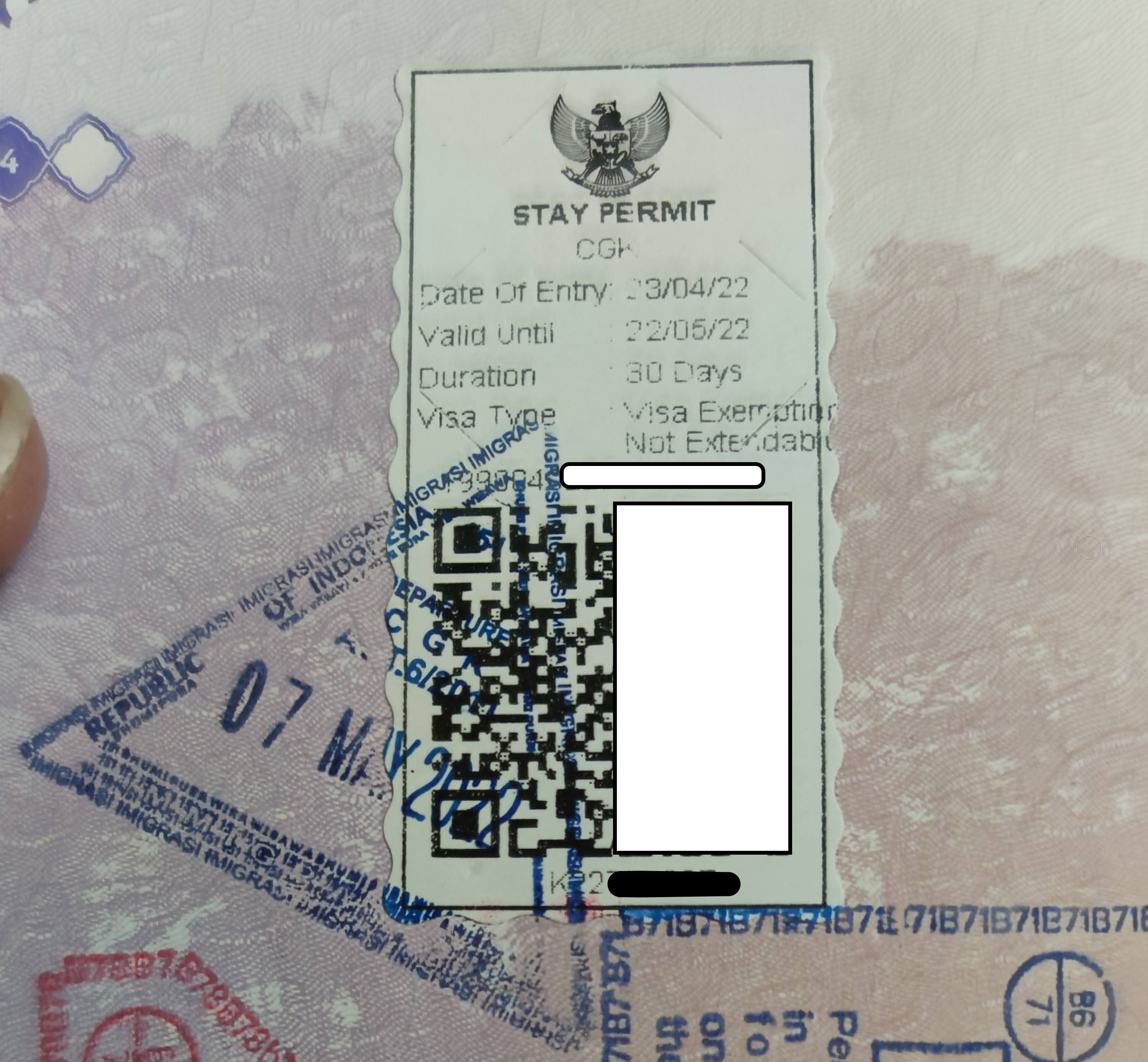
Indonesische Aufenthaltserlaubnis mit Ausreisegrenzkontrollstempel